# HMGCL
HMGCL (англ. 3-hydroxymethyl-3-methylglutaryl-CoA lyase) – білок, який кодується однойменним геном, розташованим у людей на 1-й хромосомі. Довжина поліпептидного ланцюга білка становить 325 амінокислот, а молекулярна маса — 34 360.
| 10         |  | 20         |  | 30         |  | 40         |  | 50         |
| ---------- |  | ---------- |  | ---------- |  | ---------- |  | ---------- |
| MAAMRKALPR |  | RLVGLASLRA |  | VSTSSMGTLP |  | KRVKIVEVGP |  | RDGLQNEKNI |
| VSTPVKIKLI |  | DMLSEAGLSV |  | IETTSFVSPK |  | WVPQMGDHTE |  | VLKGIQKFPG |
| INYPVLTPNL |  | KGFEAAVAAG |  | AKEVVIFGAA |  | SELFTKKNIN |  | CSIEESFQRF |
| DAILKAAQSA |  | NISVRGYVSC |  | ALGCPYEGKI |  | SPAKVAEVTK |  | KFYSMGCYEI |
| SLGDTIGVGT |  | PGIMKDMLSA |  | VMQEVPLAAL |  | AVHCHDTYGQ |  | ALANTLMALQ |
| MGVSVVDSSV |  | AGLGGCPYAQ |  | GASGNLATED |  | LVYMLEGLGI |  | HTGVNLQKLL |
| EAGNFICQAL |  | NRKTSSKVAQ |  | ATCKL      |  |            |  |            |

A: Аланін

C: Цистеїн

D: Аспарагінова кислота

E: Глутамінова кислота

F: Фенілаланін

G: Гліцин

H: Гістидин

I: Ізолейцин

K: Лізин

L: Лейцин

M: Метіонін

N: Аспарагін

P: Пролін

Q: Глутамін

R: Аргінін

S: Серин

T: Треонін

V: Валін

W: Триптофан

Кодований геном білок за функцією належить до ліаз. 
Задіяний у таких біологічних процесах, як ацетилювання, альтернативний сплайсинг. 
Білок має сайт для зв'язування з іонами металів. 
Локалізований у мітохондрії, пероксисомах.